# Dólar de Malaya y Borneo
El dólar (en malayo: ringgit, e inglés: dollar) fue la moneda de curso legal de la Federación Malaya, la Colonia de Singapur (hasta 1963, cuando se fusionó con Malasia para luego independizarse y volverlo usar como la República de Singapur), Sarawak, Borneo y Brunéi desde 1953 a 1967. Estaba dividido en 100 centavos. Tras la independencia de Malaya en 1957 y la formación de Malasia en 1963, se siguió utilizando esta moneda, lo mismo que hizo Singapur en 1965.

## Historia
La institución encargada de emitir el dólar de Malaya y Borneo era el Consejo Monetario para Malaya y Borneo Septentrional. Se dividía en 100 centavos y sustituyó al dólar de Sarawak, al dólar de Borneo y al dólar malayo a la par. Al igual que su predecesor, 1 dólar equivalía a 2 chelines con 4 peniques.
En 1967 el dólar fue sustituido por nuevas monedas: el ringgit malayo, el dólar de Singapur y el dólar de Brunéi, todas a la par. El Consejo Monetario finalizó sus funciones en 1979.
Cuando se devaluó la libra esterlina en 1967, los billetes existentes perdieron su valor en un 15%, pero siguieron siendo de curso legal hasta 1969, fecha en la que se estableció un nuevo cambio de 85 centavos por un nuevo dólar. Los billetes emitidos en la nueva moneda no se devaluaron. Esta situación desembocó en huelgas y otros incidentes en Penang.

## Monedas
Se acuñaron monedas de 1, 5, 10, 20 y 50 centavos.
| Denominación | Emisión   | Metal | Canto    | Diámetro (mm.) | Peso (gr.) | Anverso                                | Reverso                                                 |
| ------------ | --------- | ----- | -------- | -------------- | ---------- | -------------------------------------- | ------------------------------------------------------- |
| 1 Centavo    | 1956-1961 | Cu+Zn | Liso     | 23,50          | 4,20       | Isabel II - QUEEN ELIZABETH THE SECOND | 1 CENT - MALAYA AND BRITISH BORNEO - año de acuñación   |
| 1 Centavo    | 1962      | Cu+Zn | Liso     | 17,80          | 2,00       | Dagas (Kris) entrecruzadas             | 1 CENT - MALAYA AND BRITISH BORNEO - año de acuñación   |
| 5 Centavos   | 1956-1961 | Cu+Ni | Estriado | 16,30          | 1,40       | Isabel II - QUEEN ELIZABETH THE SECOND | 5 CENTS - MALAYA AND BRITISH BORNEO - año de acuñación  |
| 10 Centavos  | 1956-1961 | Cu+Ni | Estriado | 19,40          | 2,90       | Isabel II - QUEEN ELIZABETH THE SECOND | 10 CENTS - MALAYA AND BRITISH BORNEO - año de acuñación |
| 20 Centavos  | 1956-1961 | Cu+Ni | Estriado | 23,70          | 5,70       | Isabel II - QUEEN ELIZABETH THE SECOND | 20 CENTS - MALAYA AND BRITISH BORNEO - año de acuñación |
| 50 Centavos  | 1956-1961 | Cu+Ni | Estriado | 27,80          | 9,30       | Isabel II - QUEEN ELIZABETH THE SECOND | 50 CENTS - MALAYA AND BRITISH BORNEO - año de acuñación |

## Billetes
El 21 de marzo de 1953 se emitió la primera serie de billetes firmados por el director del Consejo Monetario, W.C. Taylor. Los billetes de 1, 5 y 10 dólares se imprimieron en Waterlow & Sons, los de 50 y 100 dólares en Bradbury, Wilkinson & Co, y los de 1.000 y 10.000 dólares en Thomas de la Rue. Como medidas de seguridad para evitar la falsificación se añadió una marca de agua con la cabeza de un león.

### Primera serie, 1953
| Denominación   | Color predominante | Descripción del anverso                                                                                       | Descripción del reverso                         |
| -------------- | ------------------ | --- | ----------------------------------------------- |
| 1 Dólar        | Azul/Rosa          | 1 - ONE DOLLAR - $1 - Isabel II - BOARD OF COMMISSIONERS OF CURRENCY - MALAYA AND BRITISH BORNEO              | 1 - Escudos de armas de los estados malayos     |
| 5 Dólares      | Verde              | 5 - FIVE DOLLARS - $5 - Isabel II - BOARD OF COMMISSIONERS OF CURRENCY - MALAYA AND BRITISH BORNEO            | 5 - Escudos de armas de los estados malayos     |
| 10 Dólares     | Rojo               | 10 - TEN DOLLARS - $10 - Isabel II - BOARD OF COMMISSIONERS OF CURRENCY - MALAYA AND BRITISH BORNEO           | 10 - Escudos de armas de los estados malayos    |
| 50 Dólares     | Azul               | 50 - FIFTY DOLLARS - $50 - Isabel II - BOARD OF COMMISSIONERS OF CURRENCY - MALAYA AND BRITISH BORNEO         | 50 - Escudos de armas de los estados malayos    |
| 100 Dólares    | Violeta            | 100 - ONE HUNDRED DOLLARS - $100 - Isabel II - BOARD OF COMMISSIONERS OF CURRENCY - MALAYA AND BRITISH BORNEO | 100 - Escudos de armas de los estados malayos   |
| 1.000 Dólares  | Violeta/Amarillo   | 1000 - ONE THOUSAND DOLLARS - Isabel II - BOARD OF COMMISSIONERS OF CURRENCY - MALAYA AND BRITISH BORNEO      | 1000 - Escudos de armas de los estados malayos  |
| 10.000 Dólares | Verde/Rosa         | 10000 - TEN THOUSAND DOLLARS - Isabel II - BOARD OF COMMISSIONERS OF CURRENCY - MALAYA AND BRITISH BORNEO     | 10000 - Escudos de armas de los estados malayos |

### Segunda serie, 1959
| Denominación | Color predominante | Descripción del anverso                                                                                          | Descripción del reverso                              |
| ------------ | ------------------ | --- | ---------------------------------------------------- |
| 1 Dólar      | Azul               | 1 - ONE DOLLAR - Velero - BOARD OF COMMISSIONERS OF CURRENCY - MALAYA AND BRITISH BORNEO                         | 1 - Velero - Escudos de armas de los estados malayos |
| 10 Dólares   | Rojo               | 10 - TEN DOLLARS - Campesino arando con un buey - BOARD OF COMMISSIONERS OF CURRENCY - MALAYA AND BRITISH BORNEO | 10 - Escudos de armas de los estados malayos         |